# Приозерськ (Росія)
Приозерськ (рос. Приозерск, фін. Käkisalmi, кар.Korela) — місто Приозерського району Ленінградської області Росії. Місто належало Фінляндії з 1812 по 1940 рік і з 1941 по 1944 рік, але під час Зимової війни та війни-продовження було передано Радянському Союзу. Адміністративний центр Приозерського міського поселення.
Населення — 18 929 осіб (2010 рік).

## Маяк «Вуохенсало»
У Приозерську за мисом Мустаніємі в бухті Моторна на Ладозькому озері розташована гавань з хвилерізом, яку облаштували тут до початку радянсько-фінської війни на прохання місцевих рибалок. Потужний хвилеріз із тесаних валунів завдовжки 150 м завершується 12-метровим маяком, який отримав химерну назву «Вуохенсало», що дослівно перекладається з фінської мови як «козяча глуш».
Цей маяк досі спрямовує рибалок своїм світлом. Рибалки тут збираються і понині, а оскільки Ладозьке озеро в цій частині і далі на південь тривалий час не замерзає, то вони виходять на рибалку на човнах і взимку, що супроводжуються світлом маяка «Вуохенсало».